# ستيفن هور (لاعب اللاكروس)
ستيفن هور هو لاعب اللاكروس كندي، ولد في 28 مايو 1982 في أوشاوا في كندا.